# Ivan Renar
Ivan Renar, né le 26 avril 1937 à Roubaix et mort le 29 mai 2022, est un homme politique français, membre du groupe CRC-SPG.

## Biographie
Professeur de formation, Ivan Renar devient sénateur du Nord le 2 avril 1985 (en remplacement de Gérard Ehlers démissionnaire), puis réélu le 27 septembre 1992 et le 23 septembre 2001.
En décembre 2008, il soutient la création du Nouvel Espace progressiste (NEP) de Robert Hue. En 2010, il rejoint, dans le cadre des élections régionales, le Mouvement unitaire progressiste également fondé par l'ancien président du PCF, Robert Hue.
Il est également président de l'Orchestre national de Lille et de Lille 3000, de l'Association française des orchestres, ainsi que de l'École supérieure d'art Nord Pas-de-Calais Dunkerque-Tourcoing.
Il conduit une liste communiste dissidente aux élections sénatoriales de septembre 2011 mais n'obtient que 2,8 % des voix et est battu.

## Anciens mandats
- Secrétaire du Sénat
- Vice-président du conseil régional du Nord-Pas-de-Calais
- Conseiller municipal de Lille

## Distinctions
- Chevalier de la Légion d'honneur (2013). Il est fait chevalier par François Hollande.